# Dark Summit
Dark Summit est un jeu vidéo de sport (snowboard) développé par Radical Entertainment et édité par THQ, sorti en 2001 sur GameCube, PlayStation 2 et Xbox.

## Accueil
- GameSpot : 7,2/10 (GC)[1] - 7,8/10 (PS2)[2] - 7,1/10 (XB)[3]
- IGN : 6,5/10 (GC)[4] - 7,6/10 (PS2)[5] - 7,9/10 (XB)[6]